# Cavedog Entertainment
Cavedog Entertainment, Cavedog – amerykańska firma zajmująca się produkcją i wydawaniem gier komputerowych, siostrzana firma Humongous Entertainment oraz filia firmy GT Interactive.

## Historia
Firma została założona w 1996 roku przez Rona Gilberta i Shelley Day. Gdy w 2000 roku GT Interactive zostało wykupione przez wytwórnię Infogrames, marka została porzucona. Właścicielem praw autorskich jest Atari.

## Gry
- Total Annihilation (1997)
- Total Annihilation: The Core Contingency (1998)
- Total Annihilation: Kingdoms (1999)
- Total Annihilation: Kingdoms – Iron Plague (2000)

### Niedokończone projekty
- Amen: The Awakening – first-person shooter
- Elysium – gra przygodowa
- Good & Evil – gra przygodowa